# USS San Francisco (CA-38)
USS San Francisco (CA-38) byl těžký křižník amerického námořnictva. Byl pátým postaveným těžkým křižníkem třídy New Orleans. Plavidlo se podílelo na bojích druhé světové války, aby bylo krátce po jejím skončení vyřazeno a sešrotováno.

## Předválečná služba
Stavba lodi byla zahájena 9. září 1931 v loděnici Mare Island Naval Shipyard v kalifornském Valleju. Trup byl 9. březen 1933 spuštěn na vodu a 10. února 1934 byla loď přijata do služby. Jejím prvním velitelem se stal kapitán Royal E. Ingersoll.
Po dokončení se z lodi stala vlajková loď a San Francisco se stal součástí 6. křižníkové divize v San Diegu. Předválečná služba sestávala především z výcviku. Koncem roku 1938 křižník podnikl dálkové plavby ze státu Washington do Peru a z Kalifornie na Havaj.
V březnu 1939 se San Francisco stal vlajkovou lodí 7. křižníkové divize a podnikl cestu dobré vůle po jihoamerických přístavech. Loď vyplula počátkem dubna z přístavu Guantánamo, navštívila přístavy na západním i východním pobřeží kontinentu, obeplula kontinent a po návratu Panamským průplavem se v na Kubě jeho cesta uzavřela.
Po vypuknutí války se křižník pohyboval především v oblasti Karibiku. 11. ledna 1940 ho v roli vlajkové lodi 7. křižníkové divize vystřídal nový těžký křižník USS Wichita a San Francisco odplul do Pacifiku. V březnu 1940 se v Pearl Harboru znovu připojil k 6. křižníkové divizi a v květnu 1941 se stal její vlajkovou lodí. Dne 11. října 1941 byl křižník přemístěn do suchého doku v Pearl Harboru, kde byla až do 25. prosince 1941 naplánována jeho údržba.

## Vypuknutí války
Když byl 7. prosince 1941 napaden Pearl Harbor, byl u San Francisca právě čištěn jeho trup. Na lodi nebyla kompletní posádka, jeho hlavní a sekundární výzbroj byla kvůli chybějící munici nepoužitelná, 76mm kanóny byly odmontovány, stejně jako palubní kulomety. Z nich byly pro obranu použitelné jen dva kusy. Po začátku útoku se část posádky přesunula na jiná plavidla, stejně jako například munice pro kulomety byla dodána torpédoborci USS Tracy. Samotný křižník nebyl během útoku nijak poškozen.
Dne 16. prosince byl křižník společně s letadlovou lodí USS Saratoga a dalšími plavidly součástí Task Force 14, jež dopravovala posily a letouny námořní pěchoty na ostrov Wake, který nedlouho poté padl do japonských rukou. Od 8. ledna 1942 se San Francisco společně se svazem TF 8 vydal na Samou, kam byly dodány posily a poté se připojil ke svazu TF 17, který napadl japonská zařízení na Gilbertových a Marshallových ostrovech.
Dne 10. února 1942 se San Francisco společně se svazem TF 11 vydal do oblasti severovýchodně od Šalomounových ostrovů, aby napadl Rabaul. Byli však zpozorováni, napadeni dvěma vlnami bombardérů Micubiši G4M a pro ztrátu momentu překvapení byla operace odvolána.
Dne 9. a 10. března 1942 se TF 11 přiblížil k ostrovu Nová Guinea a z lodí USS Lexington a USS Yorktown byly vyslány letouny k útokům na japonské základny Lae a Salamaua. Křižník se 26. března vrátil do Pearl Harboru, aby v příštích měsících především doprovázel americké konvoje.

## Guadalcanal
V srpnu 1942 začaly americké operace u Guadalcanalu. San Francisco se na nich od počátku podílel a 7. srpna, kdy ofenziva začala, se dokonce stal vlajkovou lodí velitele svazu TF 18 admirála Normana Scotta. Dne 3. září křižník odplul do přístavu Nouméa na ostrově Nová Kaledonie kvůli opravám a doplnění paliva. Poté se opět připojil k TF 18. Svaz se 11. září spojil i s TF 17, jejímž centrem byla letadlová loď USS Hornet a společně se vydaly ke Guadalcanalu, kryjíc americký konvoj. Problém nastal 15. září, kdy byla letadlová loď USS Wasp torpédována ponorkou. Křižníky San Francisco a USS Salt Lake City se připravily na to, aby vzaly neovladatelnou loď do vleku, ale požáry na Waspu se natolik vymkly kontrole, že musel být potopen torpédy torpédoborce USS Lansdowne. TF 18 se poté vzdálil k ostrovu Espiritu Santo.
Dne 24. září byl pod vedením admirála Scotta vytvořen svaz TF 64. Tvořil ho vlajkový křižník San Francisco, těžké křižníky Salt Lake City, USS Minneapolis, USS Chester, lehké křižníky USS Boise, USS Helena a 12. eskadra torpédoborců. V rámci této jednotky se San Francisco zúčastnil bitvy u mysu Esperance a o něco později se jako součást nového TF 64 zúčastnil námořní bitvy u Guadalcanalu.

## Operace v letech 1943–1944
Od dubna 1943 strávil San Francisco čtyři měsíce v oblasti Aleutských ostrovů. V září téhož roku se vrátil do Pearl Harboru do suchého doku a 29. září byl součástí útoku amerického svazu TF 14.2.1 na atol Wake.
Po 20. říjnu 1943 se křižník podílel na předinvazním bombardování ostrova Betio na atolu Tarawa. 26. října 1943 se San Francisco připojil ke svazu Task Group 50.1, jejž tvořily letadlové lodě USS Yorktown, USS Lexington, lehká letadlová loď USS Cowpens, pět křižníků a šest torpédoborců. Celý svaz odplul k Mashallovým ostrovům, aby zde napadal japonské cíle. 4. prosince byl křižník napaden trojicí torpédových letounů. Ty byly všechny sestřeleny, aniž by některé torpédo zasáhlo, přesto byl jeden člen posádky zabit a 22 zraněno. Po setmění se japonským letounům podařilo zasáhnout Lexington torpédem, ale nakonec se celý svaz vrátil do Pearl Harboru bez ztrát.
Koncem ledna 1944 se křižník a celý TF 52 podílely na dobytí atolu Kwajalein. Po skončení operace se San Francisco připojil ke svazu rychlých letadlových lodí TF 58 a v únoru 1944 spolu s ním v rámci Operace Hailstone napadl atol Truk. V červnu 1944 se San Francisco podílel na invazi na Severní Mariany a také bojů o Filipíny, především bitvy ve Filipínském moři. V červenci byl Američany znovu dobyt Guam, na čemž se křižník také podílel. Koncem měsíce se pak křižník vydal na opravy do San Francisca, kam doplul v polovině srpna. Od svého návratu až do konce roku 1944 operoval na Filipínách.

## Rok 1945
V lednu 1945 křižník operoval společně se svazem letadlových lodí proti Formose, pobřeží Indočíny a v oblasti Filipín. V únoru 1945 křižník kryl letecké útoky na Honšú, Iwodžimu, Boninské ostrovy a také na samotné Tokio.
V březnu 1945 byl křižník převeden do stavu TF 54 a zapojil se do bitvy o Okinawu. Mimo další akce křižník pomohl sestřelit několik japonských kamikaze a 15. dubna se podílel na zničení tří japonských sebevražedných člunů. V červnu se křižník připravoval na invazi do Japonska, ke které ale nakonec nedošlo.
Během války byla u lodi neustále zesilována protiletadlová výzbroj, kterou v roce 1945 tvořilo 24 kusů 40mm kanónů a 26 kusů 20mm kanónů.

## Po skončení války
Když válka skončila, operoval křižník ještě nějaký čas v oblasti Japonska a Koreje, načež se vrátil do USA a počátkem ledna 1946 zakotvil ve Filadelfii. 10. února 1946 byl vyřazen z aktivní služby a převeden do rezervy, ve které se nacházel až do 1. března 1959. Po vyškrtnutí ze stavu námořnictva byl křižník 9. září 1959 prodán do šrotu a v roce 1961 na Floridě sešrotován.